# Oxytate phaenopomatiformis
Oxytate phaenopomatiformis es una especie de araña cangrejo del género Oxytate, familia Thomisidae. Fue descrita científicamente por Strand en 1907.

## Distribución
Esta especie se encuentra en Tanzania.

## Tratamiento taxonómico
La especie aparece registrada y publicada en Diagnosen neuer Spinnen aus Madagaskar und Sansibar. Zoologischer Anzeiger 31: 725–748.